# Tronföljdskriget i Qi
Tronföjdskriget i Qi var ett inbördeskrig i staten Qi från 643 f.Kr. till 642 f.Kr. då sönerna till hertig Huan av Qi stred mot varandra om tronen. Kriget ledde till kaos i Qi och flera utomstående makter ingrep i kriget. Kriget slutade med att hertig Huans tilltänkta arvtagare, prins Zhao (senare hertig Xiao) vann kriget. Trots segern lyckades fyra av Zhaos bröder undkomma honom och deras intriger skapade ständigt nya kriser i Qi vilket fick följden att Qi kraftigt försvagades samt att staten förlorade sin plats som Kinas mäktigaste stat.

## Bakgrund
Qi var ett av de mest framstående områdena i Kina under Västra Zhou-perioden (1046–771 f.Kr.) och i och med att Zhouriket kollapsade blev Qi en av de mäktigaste staterna i östra Kina under vår och höstperioden. Detta ledde till att de var i en perfekt position att expandera sitt inflytande när det kortlivade Zheng-imperiet föll samman. Att det var just Qi som gynnades mest av Zheng-imperiets fall berodde inte enbart på att de redan hade en stark och välfungerande stat att utgå ifrån utan även på två extremt kompetenta individer: Hertig Huan och hans främste rådgivare Guang Zhong. Under deras härskarskap blev Qi en Primus inter pares bland de kinesiska stadsstaterna och Huan blev till och med en av Kinas fem hegemoner. Mot slutet av Huans långa tid på Qis tron (685–643 f.Kr.) började statens dominans dock att falla samman. En militär allians led av Qi misslyckades med att stoppa staten Chu från att expandera och de besegrades till och med av dem i slaget vid Loulin. Efter nederlaget vid Loulin började Qi att förlora sitt politiska inflytande och när Guang Zhong dog 645 f.Kr. snabbades denna utveckling på ytterligare. Huan var nu gammal och sjuk och utan sin rådgivare kunde han inte längre kontrollera rikets olika politiska grupper.
Dessa grupper leddes av sex av Huans söner: Zhao, Wukui, Pan, Shangren, Yuan, och Yong. Eftersom de alla var söner till Huans olika älskarinnor och inte till hans tre fruar (som inte fött några söner) ansåg sig var och en av de sex halvbröderna vara Qitronens rättmätiga efterträdare. Huan hade officiellt utsett Zhao till sin efterträdare och Huan och Guang hade till och med bett hertig Xiang av grannstaten Song att se till så att Zhao efterträdde tronen. När Guang dog och Huan blev sjuk började dock Wukui, Pan, Shangren, Yuan, och Yong samtliga att motsätta sig Huans planer på att Zhao skulle få tronen. Deras böner om att själva utnämnas till Huans efterträdare ignorerades av honom men han kunde inte hindra dem från att börja planera och förbereda sig för vad som onekligen såg ut att bli ett kommande inbördeskrig. Samtliga halvbröder började därmed samla anhängare och förbereda sig för att besegra varandra.

## Inbördeskriget

### Wukuis tar makten och kaos i Qi
643 f.Kr. avled slutligen Huan. Enligt texten Guanzi samt några andra texter från de krigande staternas period svalts han ihjäl av fyra ämbetsmän, något som dock inte nämns i andra källor om perioden som Zuo Zhuan och Historikerns nedteckningar (Shiji). Oavsett vad som hände så ledde Huans död till att konflikterna i hovet snabbt eskalerade. Grupper ledda av kronprins Zhao och hans halvbröder tog samtliga till vapen mot varandra och huvudstaden Linzi föll in i ett våldsamt kaos. Prins Wukui hade dock två mäktiga allierade vid hovet, Överenuken Diao och överkocken Wu. Diao och Wu lyckades tillsammans med sin grupp ta över palatset i Linzi och började därefter avrätta alla fiende ämbetsmän de fick tag på. Med palatset förlorat flydde de andra prinsarna och den 11 november 643 f.Kr. kröntes Wukui till hertig av Qi. Efter kröningen av Wukui förbereddes Huans kropp slutligen för begravning. Kroppen hade lämnats liggande i Huans sängkammare och hade vid detta läge börjat ruttna
Trots sin kröning var Wukuis makt långt från säkrad. Medan Pan, Shangren, Yuan, och Yong samtliga var på fri fot var det Zhao som ansågs vara det största hotet. Han hade nämligen flytt till Hertig Xiang av Song för att få stöd. hertig Xiang samlade genast ihop en allians bestående av Song, Cao, Wey och Zou och förklarade därefter krig mot Wukui. Wukui lyckades samtidigt övertyga staten Lu att stödja honom och när alliansstyrkan invaderade Qi med en armé ledd av Xiang och Zhao i mars 642 f.Kr. skickade Lu en arme för att stödja Wukui. Wukui blev dock mördad innan de båda sidorna kunde mötas på slagfältet och befolkningen i Qi gjorde därefter uppror mot hovet och Zhao tillsattes därefter som Hertig av Qi.

### Slaget vid Yan
När nyheten om att Wukui dött ansågs Zhaos trontillträde oundvikligt, Cao, Wey och Lu drog därmed tillbaka sina arméer från Qi. Dock var kronprinsens plats på tronen allt annat än säker. När han skulle krönas till hertig av Qi i Linzi dök Pan, Shangren, Yuan, och Yong samtliga upp med sina anhängare. De anföll staden och Zhao tvingades än en gång att fly från Linzi medan hans halvbröder tog kontroll över staten och formade en officiell allians emot honom. Zhao flydde till Xiang som fortfarande befann sig i Qi med sin armé och bad om hans hjälp. De fyra halvbröderna agerade snabbt. De samlade sina styrkor och begav sig ut ur Linzi med syfte att driva Songarmén från Qi. De båda sidorna möttes vid Yan (dagens Licheng i Jinan) och Songarmén vann där en förkrossande seger. De fyra halvbröderna flydde från Qi efter slaget och Xiang såg personligen till att Zhao kröntes till hertig i Linzi. Zhao tog därefter namnet Xiao av Qi. Med kröningen slutligen genomförd ansåg Xiang att inbördeskriget var över och han återvände hem till Song.
Pan, Shangren, Yuan, och Yong var dock fortfarande aktiva och de fortsatte att konspirera mot hertig Xiao. Strax efter att Songarmen lämnat Qi invaderades staten av Beidifolket som levde norr om de kinesiska staterna och de plundrade Qi. Flera av de kinesiska källorna som skriver om perioden verkar mena att Beidifolkets invasion gjordes på önskan av halvbröderna med syfte att försvaga Qi. Detta misslyckades dock och efter att Beidifolket lämnat Qi lyckades Zhao stabilisera riket och Huan begravdes slutligen.

## Efterspel
Efter att han tillträtt tronen i Qi försökte hertig Xiao återställa Qis forna plats som en av Kinas starkaste stater. Detta ledde till en splittring med hertig Xiang av Song som även han ville bli en av Kinas hegemoner och de båda rikena gick till och med i krig mot varandra. Varken Xiao eller Xiang lyckades dock bli hegemon då positionen istället gick till hertig Wen av Jin. Hertig Xiaos ätt skulle inte heller den klara sig på tronen, hans son och arvtagare mördades och efter Xiaos död fortsatte tronföljdskrisen
fram tills att prins Yuan tog tronen 608 f.Kr. Yuans ätt skulle styra Qi fram tills 386 f.Kr. när de avsattes av Tian-klanen.